# Olympische Sommerspiele 1924/Teilnehmer (Südafrikanische Union)
| Gelbes Symbol für Goldmedaillen mit stilisierten Olympischen Ringen | Graues Symbol für Silbermedaillen mit stilisierten Olympischen Ringen | Braundes Symbol für Bronzemedaillen mit stilisierten Olympischen Ringen |
| ------------------------------------------------------------------- | --------------------------------------------------------------------- | ----------------------------------------------------------------------- |
| 1                                                                   | 1                                                                     | 1                                                                       |

Die Südafrikanische Union nahm an den Olympischen Sommerspielen 1924 in Los Angeles mit einer Delegation von 30 männlichen Athleten an 25 Wettkämpfen in sieben Sportarten teil.
Die südafrikanischen Athleten gewannen je eine Gold-, eine Silber- und eine Bronzemedaille. Olympiasieger wurde der Boxer William Smith im Bantamgewicht, Silber sicherte sich der Hürdensprinter Sidney Atkinson über 110 Meter und Bronze ging an den Geher Cecil McMaster über die Zehn-Kilometer-Distanz.

## Teilnehmer nach Sportarten

### Boxen
- William Smith
Bantamgewicht: Gold

- Ernest Eustice
Federgewicht: in der 1. Runde ausgeschieden

- Richard Beland
Leichtgewicht: im Viertelfinale ausgeschieden

- Roy Ingram
Weltergewicht: im Viertelfinale ausgeschieden

### Kunstwettbewerbe
- Fanie Eloff

### Leichtathletik
Männer
- Toby Betts
100 m: im Vorlauf ausgeschieden
400 m: im Halbfinale ausgeschieden
4-mal-100-Meter-Staffel: im Halbfinale ausgeschieden

- George Dustan
100 m: im Viertelfinale ausgeschieden
200 m: im Viertelfinale ausgeschieden
4-mal-100-Meter-Staffel: im Halbfinale ausgeschieden

- Howard Kinsman
200 m: im Halbfinale ausgeschieden
4-mal-100-Meter-Staffel: im Halbfinale ausgeschieden

- Clarence Oldfield
400 m: im Halbfinale ausgeschieden
800 m: im Halbfinale ausgeschieden

- Charles Davis
800 m: im Vorlauf ausgeschieden
1500 m: im Vorlauf ausgeschieden

- Harry Phillips
Marathon: 19. Platz

- Sidney Atkinson
110 m Hürden: Silber

- Leonard Richardson
3000 m Hindernis: im Vorlauf ausgeschieden
Cross-Country: 9. Platz

- Christiaan Steyn
4-mal-100-Meter-Staffel: im Halbfinale ausgeschieden

- Cecil McMaster
10.000 m Gehen: Bronze

- Lawrence Roberts
Hochsprung: 8. Platz

- Ernest Sutherland
Zehnkampf: 5. Platz

### Radsport
- Henry Kaltenbrunn
Straßenrennen: 11. Platz
Bahn 50 km: Rennen nicht beendet

### Schießen
- Eric Halley
Freies Gewehr 600 m: 14. Platz
Freies Gewehr Mannschaft: 9. Platz

- John Stiray
Freies Gewehr 600 m: 48. Platz

- James Trembath
Freies Gewehr 600 m: 51. Platz

- David Smith
Freies Gewehr 600 m: 59. Platz
Freies Gewehr Mannschaft: 9. Platz

- Leslie Laing
Freies Gewehr Mannschaft: 9. Platz

- George Church
Freies Gewehr Mannschaft: 9. Platz

- Melville Wallace
Freies Gewehr Mannschaft: 9. Platz

### Segeln
- Rupert Ellis-Brown
Monotyp 1924: Regatta nicht beendet

### Tennis
Männer
- Jack Condon
Einzel: in der 1. Runde ausgeschieden
Doppel: 4. Platz

- Ivie Richardson
Einzel: in der 3. Runde ausgeschieden
Doppel: 4. Platz

- Louis Raymond
Einzel: in der 1. Runde ausgeschieden

- Patrick Spence
Einzel: im Achtelfinale ausgeschieden